# Stanley-Cup-Playoffs 2010
Die Playoffs um den Stanley Cup des Jahres 2010 begannen am 14. April 2010 und endeten am 9. Juni 2010 mit dem 4:2-Erfolg der Chicago Blackhawks über die Philadelphia Flyers. Die Blackhawks gewannen damit ihren insgesamt vierten Stanley Cup sowie ihren ersten seit 1961, während die Flyers das sechste Mal in Folge aus einem Stanley-Cup-Finale als Verlierer hervorgingen. Chicagos Jonathan Toews wurde mit der Conn Smythe Trophy als wertvollster Spieler geehrt und fand mit dem Stanley-Cup-Gewinn als insgesamt 24. Spieler Aufnahme in den Triple Gold Club, während die Flyers in Daniel Brière den besten Scorer der Playoffs in ihren Reihen hatten. Außerdem gewannen die Blackhawks sieben Auswärtsspiele in Folge und halten somit (gemeinsam mit drei weiteren Teams) einen NHL-Rekord.
Die Playoffs waren von komplett unterschiedlichen Verläufen der beiden Conferences geprägt. Während sich im Finale der Western Conference mit den San Jose Sharks und den Chicago Blackhawks die beiden an eins und zwei gesetzten Teams gegenüberstanden, bestritten die Philadelphia Flyers und die Canadiens de Montréal – Rang sieben und acht der Setzliste – das Finale in der Eastern Conference. Seit der Einführung des Playoff-Formats 1994 stand somit zum ersten Mal die am niedrigsten gesetzte Mannschaft im Finale der Eastern Conference (2006 war den Edmonton Oilers gleiches im Westen gelungen); ebenso hatte in dieser Paarung zum ersten Mal eine an sieben gesetzte Mannschaft Heimrecht. Ferner gelang es den Philadelphia Flyers als dritte Mannschaft in der Geschichte der NHL, einen 0:3-Rückstand in einer Serie in einen 4:3-Sieg umzuwandeln (Conference-Halbfinale gegen die Boston Bruins). Zuvor schafften dies nur die Toronto Maple Leafs (1942) sowie die New York Islanders (1975).

## Modus
Nachdem sich aus jeder Conference die drei Divisionssieger sowie die fünf weiteren punktbesten Teams der Conference qualifiziert haben, starten die im K.-o.-System ausgetragenen Playoffs. Dabei trifft der punktbeste Divisionssieger auf das achte und somit punktschlechteste qualifizierte Team, die Nummer 2 dieser Rangliste auf die Nummer 7 usw. Durch diesen Modus ist es möglich, dass eines oder mehrere qualifizierte Teams mehr Punkte als einer der Divisionssieger erzielt haben. Das gleiche Prinzip wird zur Bestimmung der Begegnungen der zweiten Playoff-Runde genutzt.
Jede Conference spielt in der Folge im Conference-Viertelfinale, Conference-Halbfinale und im Conference-Finale ihren Sieger aus, der dann im Finale um den Stanley Cup antritt. Alle Serien jeder Runde werden im Best-of-Seven-Modus ausgespielt, das heißt, dass ein Team vier Siege zum Erreichen der nächsten Runde benötigt. Das höher gesetzte Team hat dabei in den ersten beiden Spielen Heimrecht, die nächsten beiden das gegnerische Team. Sollte bis dahin kein Sieger aus der Runde hervorgegangen sein, wechselt das Heimrecht von Spiel zu Spiel. So hat die höher gesetzte Mannschaft in den Spielen 1, 2, 5 und 7, also vier der maximal sieben Spiele, einen Heimvorteil. Der Sieger der Eastern Conference wird mit der Prince of Wales Trophy ausgezeichnet und der Sieger der Western Conference mit der Clarence S. Campbell Bowl.
Bei Spielen, die nach der regulären Spielzeit von 60 Minuten unentschieden bleiben, folgt die Overtime, die im Gegensatz zur regulären Saison mit fünf Feldspielern gespielt wird. Zudem endet sie durch das erste Tor (Sudden Death) und nicht, wie in der regulären Saison üblich, mit einem Shootout.

## Qualifizierte Teams
| Atlantic Division - (2) New Jersey Devils - (4) Pittsburgh Penguins - (7) Philadelphia Flyers Northeast Division - (3) Buffalo Sabres - (5) Ottawa Senators - (6) Boston Bruins - (8) Canadiens de Montréal Southeast Division - (1) Washington Capitals | Central Division - (2) Chicago Blackhawks - (5) Detroit Red Wings - (7) Nashville Predators Northwest Division - (3) Vancouver Canucks - (8) Colorado Avalanche Pacific Division - (1) San Jose Sharks - (4) Phoenix Coyotes - (6) Los Angeles Kings |

## Playoff-Baum
|  | Conference-Viertelfinale                              | Conference-Viertelfinale | Conference-Viertelfinale |                    | Conference-Halbfinale | Conference-Halbfinale | Conference-Halbfinale |                     |                 | Conference-Finale | Conference-Finale | Conference-Finale |  |  | Stanley-Cup-Finale | Stanley-Cup-Finale | Stanley-Cup-Finale |
|  |                                                       |                          |                          |                    |                       |                       |                       |                     |                 |                   |                   |                   |  |  |                    |                    |                    |
|  | 1                                                     | Washington Capitals      | 3                        |                    | 4                     | Pittsburgh Penguins   | 3                     |                     |                 |                   |                   |                   |  |  |                    |                    |                    |
|  | 8                                                     | Canadiens de Montréal    | 4                        | 8                  | Canadiens de Montréal | 4                     |                       |                     |                 |                   |                   |                   |  |  |                    |                    |                    |
|  |                                                       |                          |                          |                    |                       |                       |                       |                     |                 |                   |                   |                   |  |  |                    |                    |                    |
|  | 2                                                     | New Jersey Devils        | 1                        | Eastern Conference | Eastern Conference    | Eastern Conference    |                       |                     |                 |                   |                   |                   |  |  |                    |                    |                    |
|  | 2                                                     | New Jersey Devils        | 1                        | Eastern Conference | Eastern Conference    | Eastern Conference    |                       |                     |                 |                   |                   |                   |  |  |                    |                    |                    |
|  | 7                                                     | Philadelphia Flyers      | 4                        |                    |                       |                       |                       |                     |                 |                   |                   |                   |  |  |                    |                    |                    |
|  | 7                                                     | Philadelphia Flyers      | 4                        | 8                  | Canadiens de Montréal | 1                     |                       |                     |                 |                   |                   |                   |  |  |                    |                    |                    |
|  |                                                       |                          |                          | 8                  | Canadiens de Montréal | 1                     |                       |                     |                 |                   |                   |                   |  |  |                    |                    |                    |
|  |                                                       | 7                        | Philadelphia Flyers      | 4                  |                       |                       |                       |                     |                 |                   |                   |                   |  |  |                    |                    |                    |
|  | 3                                                     | 7                        | Philadelphia Flyers      | 4                  | Buffalo Sabres        | 2                     |                       |                     |                 |                   |                   |                   |  |  |                    |                    |                    |
|  | 3                                                     |                          |                          |                    | Buffalo Sabres        | 2                     |                       |                     |                 |                   |                   |                   |  |  |                    |                    |                    |
|  | 6                                                     | Boston Bruins            | 4                        |                    |                       |                       |                       |                     |                 |                   |                   |                   |  |  |                    |                    |                    |
|  | 6                                                     | Boston Bruins            | 4                        |                    |                       |                       |                       |                     |                 |                   |                   |                   |  |  |                    |                    |                    |
|  |                                                       |                          |                          |                    |                       |                       |                       |                     |                 |                   |                   |                   |  |  |                    |                    |                    |
|  | 4                                                     | Pittsburgh Penguins      | 4                        | 6                  | Boston Bruins         | 3                     |                       |                     |                 |                   |                   |                   |  |  |                    |                    |                    |
|  | 4                                                     | Pittsburgh Penguins      | 4                        | 6                  | Boston Bruins         | 3                     |                       |                     |                 |                   |                   |                   |  |  |                    |                    |                    |
|  | 5                                                     | Ottawa Senators          | 2                        | 7                  | Philadelphia Flyers   | 4                     |                       |                     |                 |                   |                   |                   |  |  |                    |                    |                    |
|  | 5                                                     | Ottawa Senators          | 2                        | 7                  | Philadelphia Flyers   | 4                     | E7                    | Philadelphia Flyers | 2               |                   |                   |                   |  |  |                    |                    |                    |
|  | (Die Teams werden nach der ersten Runde neu gesetzt.) |                          |                          |                    |                       |                       | E7                    | Philadelphia Flyers | 2               |                   |                   |                   |  |  |                    |                    |                    |
|  |                                                       | W2                       | Chicago Blackhawks       | 4                  |                       |                       |                       |                     |                 |                   |                   |                   |  |  |                    |                    |                    |
|  | 1                                                     | W2                       | Chicago Blackhawks       | 4                  | San Jose Sharks       | 4                     |                       | 1                   | San Jose Sharks | 4                 |                   |                   |  |  |                    |                    |                    |
|  | 1                                                     |                          |                          |                    | San Jose Sharks       | 4                     |                       | 1                   | San Jose Sharks | 4                 |                   |                   |  |  |                    |                    |                    |
|  | 8                                                     | Colorado Avalanche       | 2                        | 5                  | Detroit Red Wings     | 1                     |                       |                     |                 |                   |                   |                   |  |  |                    |                    |                    |
|  | 8                                                     | Colorado Avalanche       | 2                        | 5                  | Detroit Red Wings     | 1                     |                       |                     |                 |                   |                   |                   |  |  |                    |                    |                    |
|  |                                                       |                          |                          |                    |                       |                       |                       |                     |                 |                   |                   |                   |  |  |                    |                    |                    |
|  | 2                                                     | Chicago Blackhawks       | 4                        |                    |                       |                       |                       |                     |                 |                   |                   |                   |  |  |                    |                    |                    |
|  | 2                                                     | Chicago Blackhawks       | 4                        |                    |                       |                       |                       |                     |                 |                   |                   |                   |  |  |                    |                    |                    |
|  | 7                                                     | Nashville Predators      | 2                        |                    |                       |                       |                       |                     |                 |                   |                   |                   |  |  |                    |                    |                    |
|  | 7                                                     | Nashville Predators      | 2                        | 1                  | San Jose Sharks       | 0                     |                       |                     |                 |                   |                   |                   |  |  |                    |                    |                    |
|  |                                                       |                          |                          | 1                  | San Jose Sharks       | 0                     |                       |                     |                 |                   |                   |                   |  |  |                    |                    |                    |
|  |                                                       | 2                        | Chicago Blackhawks       | 4                  |                       |                       |                       |                     |                 |                   |                   |                   |  |  |                    |                    |                    |
|  | 3                                                     | 2                        | Chicago Blackhawks       | 4                  | Vancouver Canucks     | 4                     |                       |                     |                 |                   |                   |                   |  |  |                    |                    |                    |
|  | 3                                                     |                          |                          |                    | Vancouver Canucks     | 4                     |                       |                     |                 |                   |                   |                   |  |  |                    |                    |                    |
|  | 6                                                     | Los Angeles Kings        | 2                        | Western Conference | Western Conference    | Western Conference    |                       |                     |                 |                   |                   |                   |  |  |                    |                    |                    |
|  | 6                                                     | Los Angeles Kings        | 2                        | Western Conference | Western Conference    | Western Conference    |                       |                     |                 |                   |                   |                   |  |  |                    |                    |                    |
|  |                                                       |                          |                          |                    |                       |                       |                       |                     |                 |                   |                   |                   |  |  |                    |                    |                    |
|  | 4                                                     | Phoenix Coyotes          | 3                        | 2                  | Chicago Blackhawks    | 4                     |                       |                     |                 |                   |                   |                   |  |  |                    |                    |                    |
|  | 5                                                     | Detroit Red Wings        | 4                        | 3                  | Vancouver Canucks     | 2                     |                       |                     |                 |                   |                   |                   |  |  |                    |                    |                    |

## Conference-Viertelfinale

### Eastern Conference

#### (1) Washington Capitals – (8) Canadiens de Montréal
| 15. April 2010 19.00 Uhr (Ortszeit) | Washington Capitals Joe Corvo (15:33) Nicklas Bäckström (40:47) | 2:3 n. V. (1:1, 0:0, 1:1, 0:1) Spielbericht Stand: 0:1 | Canadiens de Montréal Michael Cammalleri (12:36) Scott Gomez (47:34) Tomáš Plekanec (73:19) | Verizon Center, Washington, D.C. Zuschauer: 18.377 |

| 17. April 2010 19.00 Uhr | Washington Capitals Eric Fehr (10:21) Nicklas Bäckström (38:23) Alexander Owetschkin (42:56) Nicklas Bäckström (49:47) John Carlson (58:39) Nicklas Bäckström (60:31) | 6:5 n. V. (1:2, 1:2, 3:1, 1:0) Spielbericht Stand: 1:1 | Canadiens de Montréal Brian Gionta (1:00) Andrej Kaszizyn (7:58) Andrej Kaszizyn (31:06) Andrej Kaszizyn (37:44) Tomáš Plekanec (54:54) | Verizon Center, Washington, D.C. Zuschauer: 18.377 |

| 19. April 2010 19.00 Uhr | Canadiens de Montréal Tomáš Plekanec (42:25) | 1:5 (0:0, 0:4, 1:1) Spielbericht Stand: 1:2 | Washington Capitals Boyd Gordon (21:06) Brooks Laich (24:42) Eric Fehr (28:33) Alexander Owetschkin (33:50) Matt Bradley (59:15) | Centre Bell, Montreal, Québec Zuschauer: 21.273 |

| 21. April 2010 19.00 Uhr | Canadiens de Montréal Michael Cammalleri (9:12) Brian Gionta (35:42) Dominic Moore (58:42) | 3:6 (1:1, 1:1, 1:4) Spielbericht Stand: 1:3 | Washington Capitals Alexander Owetschkin (8:10) Mike Knuble (39:53) Alexander Owetschkin (51:09) Jason Chimera (52:01) Mike Knuble (57:33) Nicklas Bäckström (59:49) | Centre Bell, Montreal, Québec Zuschauer: 21.273 |

| 23. April 2010 19.00 Uhr | Washington Capitals Alexander Owetschkin (23:52) | 1:2 (0:2, 1:0, 0:0) Spielbericht Stand: 3:2 | Canadiens de Montréal Michael Cammalleri (1:30) Travis Moen (7:01) | Verizon Center, Washington, D.C. Zuschauer: 18.377 |

| 26. April 2010 19.00 Uhr | Canadiens de Montréal Michael Cammalleri (7:30) Michael Cammalleri (9:09) Maxim Lapierre (44:17) Tomáš Plekanec (59:03) | 4:1 (2:0, 0:0, 2:1) Spielbericht Stand: 3:3 | Washington Capitals Eric Fehr (55:10) | Centre Bell, Montreal, Québec Zuschauer: 21.273 |

| 28. April 2010 19.00 Uhr | Washington Capitals Brooks Laich (57:44) | 1:2 (0:1, 0:0, 1:1) Spielbericht Stand: 3:4 | Canadiens de Montréal Marc-André Bergeron (19:30) Dominic Moore (56:24) | Verizon Center, Washington, D.C. Zuschauer: 18.377 |

#### (2) New Jersey Devils – (7) Philadelphia Flyers
| 14. April 2010 19.30 Uhr (Ortszeit) | New Jersey Devils Travis Zajac (57:17) | 1:2 (0:0, 0:2, 1:0) Spielbericht Stand: 0:1 | Philadelphia Flyers Chris Pronger (29:25) Mike Richards (36:27) | Prudential Center, Newark, New Jersey Zuschauer: 17.625 |

| 16. April 2010 19.30 Uhr | New Jersey Devils Zach Parise (2:45) Colin White (23:44) Andy Greene (33:25) Dainius Zubrus (55:56) Ilja Kowaltschuk (59:27) | 5:3 (1:2, 2:1, 2:0) Spielbericht Stand: 1:1 | Philadelphia Flyers Arron Asham (9:33) Claude Giroux (15:30) Chris Pronger (38:48) | Prudential Center, Newark, New Jersey Zuschauer: 17.625 |

| 18. April 2010 18.00 Uhr | Philadelphia Flyers Claude Giroux (8:49) Mike Richards (21:15) Daniel Carcillo (63:35) | 3:2 n. V. (1:1, 1:1, 0:0, 1:0) Spielbericht Stand: 2:1 | New Jersey Devils Brian Rolston (7:15) Brian Rolston (36:38) | Wachovia Center, Philadelphia, Pennsylvania Zuschauer: 19.957 |

| 20. April 2010 19.30 Uhr | Philadelphia Flyers Jeff Carter (29:08) Daniel Brière (37:27) Daniel Carcillo (44:10) Jeff Carter (49:28) | 4:1 (0:1, 2:0, 2:0) Spielbericht Stand: 3:1 | New Jersey Devils Ilja Kowaltschuk (12:24) | Wachovia Center, Philadelphia, Pennsylvania Zuschauer: 19.709 |

| 22. April 2010 19.00 Uhr | New Jersey Devils | 0:3 (0:1, 0:2, 0:0) Spielbericht Stand: 1:4 | Philadelphia Flyers Daniel Brière (3:16) Claude Giroux (31:48) Claude Giroux (33:47) | Prudential Center, Newark, New Jersey Zuschauer: 17.625 |

#### (3) Buffalo Sabres – (6) Boston Bruins
| 15. April 2010 19.00 Uhr (Ortszeit) | Buffalo Sabres Thomas Vanek (4:52) Craig Rivet (34:10) | 2:1 (1:0, 1:1, 0:0) Spielbericht Stand: 1:0 | Boston Bruins Mark Recchi (29:30) | HSBC Arena, Buffalo, New York Zuschauer: 18.690 |

| 17. April 2010 13.00 Uhr | Buffalo Sabres Tyler Myers (2:55) Matt Ellis (12:00) Jason Pominville (36:41) | 3:5 (2:0, 1:2, 0:3) Spielbericht Stand: 1:1 | Boston Bruins Michael Ryder (22:35) Zdeno Chára (29:54) Michael Ryder (45:23) Zdeno Chára (47:23) Mark Recchi (59:40) | HSBC Arena, Buffalo, New York Zuschauer: 18.690 |

| 19. April 2010 19.00 Uhr | Boston Bruins Dennis Wideman (15:17) Patrice Bergeron (52:57) | 2:1 (1:1, 0:0, 1:0) Spielbericht Stand: 2:1 | Buffalo Sabres Mike Grier (6:57) | TD Garden, Boston, Massachusetts Zuschauer: 17.565 |

| 21. April 2010 19.00 Uhr | Boston Bruins David Krejčí (42:07) Patrice Bergeron (46:40) Miroslav Šatan (87:41) | 3:2 n. V. (0:1, 0:1, 2:0, 0:0, 1:0) Spielbericht Stand: 3:1 | Buffalo Sabres Tim Kennedy (2:12) Steve Montador (26:59) | TD Garden, Boston, Massachusetts Zuschauer: 17.565 |

| 23. April 2010 19.00 Uhr | Buffalo Sabres Adam Mair (1:54) Jason Pominville (18:54) Mike Grier (29:22) Tyler Ennis (58:17) | 4:1 (2:0, 1:0, 1:1) Spielbericht Stand: 2:3 | Boston Bruins Johnny Boychuk (57:30) | HSBC Arena, Buffalo, New York Zuschauer: 18.690 |

| 26. April 2010 19.00 Uhr | Boston Bruins David Krejčí (13:39) Mark Recchi (21:01) David Krejčí (47:18) Miroslav Šatan (54:49) | 4:3 (1:0, 1:1, 2:2) Spielbericht Stand: 4:2 | Buffalo Sabres Patrick Kaleta (26:34) Nathan Gerbe (47:40) Thomas Vanek (58:46) | TD Garden, Boston, Massachusetts Zuschauer: 17.565 |

#### (4) Pittsburgh Penguins – (5) Ottawa Senators
| 14. April 2010 19.00 Uhr (Ortszeit) | Pittsburgh Penguins Jewgeni Malkin (3:03) Jewgeni Malkin (30:22) Craig Adams (45:16) Alex Goligoski (57:36) | 4:5 (1:2, 1:2, 2:1) Spielbericht Stand: 0:1 | Ottawa Senators Peter Regin (8:45) Chris Neil (14:08) Chris Kelly (21:20) Erik Karlsson (33:14) Jarkko Ruutu (49:40) | Mellon Arena, Pittsburgh, Pennsylvania Zuschauer: 17.132 |

| 16. April 2010 19.00 Uhr | Pittsburgh Penguins Sidney Crosby (8:45) Kris Letang (55:48) | 2:1 (1:1, 0:0, 1:0) Spielbericht Stand: 1:1 | Ottawa Senators Peter Regin (0:18) | Mellon Arena, Pittsburgh, Pennsylvania Zuschauer: 17.132 |

| 18. April 2010 18.30 Uhr | Ottawa Senators Mike Fisher (21:53) Matt Cullen (52:58) | 2:4 (0:1, 1:2, 1:1) Spielbericht Stand: 1:2 | Pittsburgh Penguins Olexij Ponikarowskyj (1:17) Jewgeni Malkin (25:57) Sidney Crosby (39:15) Bill Guerin (44:27) | Scotiabank Place, Ottawa, Ontario Zuschauer: 20.119 |

| 20. April 2010 19.00 Uhr | Ottawa Senators Chris Neil (27:06) Daniel Alfredsson (30:59) Matt Cullen (33:19) Jason Spezza (47:37) | 4:7 (0:1, 3:5, 1:1) Spielbericht Stand: 1:3 | Pittsburgh Penguins Jewgeni Malkin (11:50) Sidney Crosby (23:47) Matt Cooke (23:59) Sidney Crosby (26:12) Max Talbot (32:38) Chris Kunitz (38:11) Jordan Staal (52:27) | Scotiabank Place, Ottawa, Ontario Zuschauer: 20.014 |

| 22. April 2010 19.00 Uhr | Pittsburgh Penguins Kris Letang (18:05) Chris Kunitz (38:34) Sidney Crosby (49:01) | 3:4 n. V. (1:2, 1:0, 1:1, 0:0, 0:0, 0:1) Spielbericht Stand: 3:2 | Ottawa Senators Mike Fisher (10:25) Jarkko Ruutu (11:33) Peter Regin (50:24) Matt Carkner (107:06) | Mellon Arena, Pittsburgh, Pennsylvania Zuschauer: 17.132 |

| 24. April 2010 19.00 Uhr | Ottawa Senators Matt Cullen (5:19) Chris Neil (21:51) Daniel Alfredsson (29:48) | 3:4 n. V. (1:0, 2:1, 0:2, 0:1) Spielbericht Stand: 2:4 | Pittsburgh Penguins Matt Cooke (30:56) Bill Guerin (47:03) Matt Cooke (52:24) Pascal Dupuis (69:56) | Scotiabank Place, Ottawa, Ontario Zuschauer: 20.122 |

### Western Conference

#### (1) San Jose Sharks – (8) Colorado Avalanche
| 14. April 2010 19.30 Uhr (Ortszeit) | San Jose Sharks Ryane Clowe (47:59) | 1:2 (0:0, 0:1, 1:1) Spielbericht Stand: 0:1 | Colorado Avalanche John-Michael Liles (32:38) Chris Stewart (59:10) | HP Pavilion at San Jose, San José, Kalifornien Zuschauer: 17.562 |

| 16. April 2010 19.30 Uhr | San Jose Sharks Manny Malhotra (19:18) Rob Blake (23:43) Devin Setoguchi (27:10) Scott Nichol (39:45) Joe Pavelski (59:28) Devin Setoguchi (65:22) | 6:5 n. V. (1:1, 3:3, 1:1, 1:0) Spielbericht Stand: 1:1 | Colorado Avalanche Kyle Cumiskey (1:10) Chris Stewart (20:24) Milan Hejduk (24:08) Brandon Yip (37:30) Chris Stewart (45:34) | HP Pavilion at San Jose, San José, Kalifornien Zuschauer: 17.562 |

| 18. April 2010 19.30 Uhr | Colorado Avalanche Ryan O’Reilly (60:51) | 1:0 n. V. (0:0, 0:0, 0:0, 1:0) Spielbericht Stand: 2:1 | San Jose Sharks | Pepsi Center, Denver, Colorado Zuschauer: 18.007 |

| 20. April 2010 20.00 Uhr | Colorado Avalanche Paul Stastny (23:27) | 1:2 n. V. (0:1, 1:0, 0:0, 0:1) Spielbericht Stand: 2:2 | San Jose Sharks Dan Boyle (1:12) Joe Pavelski (70:24) | Pepsi Center, Denver, Colorado Zuschauer: 18.007 |

| 22. April 2010 19.30 Uhr | San Jose Sharks Logan Couture (28:25) Joe Pavelski (30:21) Dwight Helminen (35:30) Logan Couture (50:37) Patrick Marleau (53:24) | 5:0 (0:0, 3:0, 2:0) Spielbericht Stand: 3:2 | Colorado Avalanche | HP Pavilion at San Jose, San José, Kalifornien Zuschauer: 17.562 |

| 24. April 2010 20.00 Uhr | Colorado Avalanche Marek Svatoš (26:14) Brandon Yip (44:51) | 2:5 (0:1, 1:0, 1:4) Spielbericht Stand: 2:4 | San Jose Sharks Joe Pavelski (0:47) Dan Boyle (47:33) Joe Pavelski (49:02) Devin Setoguchi (59:08) Douglas Murray (59:29) | Pepsi Center, Denver, Colorado Zuschauer: 18.007 |

#### (2) Chicago Blackhawks – (7) Nashville Predators
| 16. April 2010 19.30 Uhr (Ortszeit) | Chicago Blackhawks Patrick Kane (29:43) | 1:4 (0:0, 1:0, 0:4) Spielbericht Stand: 0:1 | Nashville Predators Jean-Pierre Dumont (41:31) Jean-Pierre Dumont (50:37) Jerred Smithson (59:12) Martin Erat (59:46) | United Center, Chicago, Illinois Zuschauer: 22.256 |

| 18. April 2010 19.30 Uhr | Chicago Blackhawks Dave Bolland (28:44) Patrick Kane (44:18) | 2:0 (0:0, 1:0, 1:0) Spielbericht Stand: 1:1 | Nashville Predators | United Center, Chicago, Illinois Zuschauer: 22.158 |

| 20. April 2010 20.00 Uhr | Nashville Predators Joel Ward (13:00) David Legwand (24:00) Shea Weber (29:52) Martin Erat (54:25) | 4:1 (1:1, 2:0, 1:0) Spielbericht Stand: 2:1 | Chicago Blackhawks Tomáš Kopecký (17:35) | Bridgestone Arena, Nashville, Tennessee Zuschauer: 16.075 |

| 22. April 2010 19.30 Uhr | Nashville Predators | 0:3 (0:1, 0:2, 0:0) Spielbericht Stand: 2:2 | Chicago Blackhawks Patrick Sharp (10:57) Jonathan Toews (32:55) Patrick Sharp (36:17) | Bridgestone Arena, Nashville, Tennessee Zuschauer: 17.113 |

| 24. April 2010 14.00 Uhr | Chicago Blackhawks Andrew Ladd (9:57) Niklas Hjalmarsson (14:53) Tomáš Kopecký (36:24) Patrick Kane (59:46) Marián Hossa (64:07) | 5:4 n. V. (2:1, 1:1, 1:2, 1:0) Spielbericht Stand: 3:2 | Nashville Predators David Legwand (6:23) Joel Ward (37:31) Martin Erat (41:34) Martin Erat (51:39) | United Center, Chicago, Illinois Zuschauer: 22.115 |

| 26. April 2010 20.00 Uhr | Nashville Predators Shea Weber (8:50) Jason Arnott (15:44) Jason Arnott (19:05) | 3:5 (3:4, 0:0, 0:1) Spielbericht Stand: 2:4 | Chicago Blackhawks Duncan Keith (6:38) Patrick Kane (9:54) Patrick Sharp (12:03) Jonathan Toews (19:29) John Madden (59:52) | Bridgestone Arena, Nashville, Tennessee Zuschauer: 17.113 |

#### (3) Vancouver Canucks – (6) Los Angeles Kings
| 15. April 2010 19.00 Uhr (Ortszeit) | Vancouver Canucks Mikael Samuelsson (23:09) Daniel Sedin (28:31) Mikael Samuelsson (68:52) | 3:2 n. V. (0:0, 2:2, 0:0, 1:0) Spielbericht Stand: 1:0 | Los Angeles Kings Jarret Stoll (20:54) Fredrik Modin (33:06) | General Motors Place, Vancouver, British Columbia Zuschauer: 18.810 |

| 17. April 2010 19.00 Uhr | Vancouver Canucks Steve Bernier (7:33) Mikael Samuelsson (9:49) | 2:3 n. V. (2:0, 0:2, 0:0, 0:1) Spielbericht Stand: 1:1 | Los Angeles Kings Fredrik Modin (30:58) Wayne Simmonds (31:33) Anže Kopitar (67:28) | General Motors Place, Vancouver, British Columbia Zuschauer: 18.810 |

| 19. April 2010 19.00 Uhr | Los Angeles Kings Drew Doughty (11:00) Michal Handzuš (24:06) Michal Handzuš (32:18) Brad Richardson (33:21) Ryan Smyth (49:21) | 5:3 (1:1, 3:1, 1:1) Spielbericht Stand: 2:1 | Vancouver Canucks Mason Raymond (2:09) Mikael Samuelsson (34:53) Daniel Sedin (44:18) | Staples Center, Los Angeles, Kalifornien Zuschauer: 18.264 |

| 21. April 2010 19.00 Uhr | Los Angeles Kings Drew Doughty (13:26) Dustin Brown (25:56) Anže Kopitar (37:09) Wayne Simmonds (53:18) | 4:6 (1:0, 2:2, 1:4) Spielbericht Stand: 2:2 | Vancouver Canucks Christian Ehrhoff (23:36) Pavol Demitra (35:35) Mikael Samuelsson (47:29) Sami Salo (52:16) Henrik Sedin (57:08) Ryan Kesler (59:43) | Staples Center, Los Angeles, Kalifornien Zuschauer: 18.322 |

| 23. April 2010 19.00 Uhr | Vancouver Canucks Steve Bernier (8:50) Alexander Edler (17:32) Daniel Sedin (28:26) Mikael Samuelsson (33:31) Pavol Demitra (44:38) Mikael Samuelsson (46:31) Steve Bernier (49:50) | 7:2 (2:1, 2:0, 3:1) Spielbericht Stand: 3:2 | Los Angeles Kings Michal Handzuš (14:24) Fredrik Modin (45:02) | General Motors Place, Vancouver, British Columbia Zuschauer: 18.810 |

| 25. April 2010 18.00 Uhr | Los Angeles Kings Alexander Frolow (10:08) Drew Doughty (35:57) | 2:4 (1:0, 1:1, 0:3) Spielbericht Stand: 2:4 | Vancouver Canucks Steve Bernier (28:38) Kevin Bieksa (41:57) Daniel Sedin (57:57) Alexandre Burrows (58:53) | Staples Center, Los Angeles, Kalifornien Zuschauer: 18.287 |

#### (4) Phoenix Coyotes – (5) Detroit Red Wings
| 14. April 2010 19.00 Uhr (Ortszeit) | Phoenix Coyotes Keith Yandle (14:13) Wojtek Wolski (26:15) Derek Morris (42:19) | 3:2 (1:2, 1:0, 1:0) Spielbericht Stand: 1:0 | Detroit Red Wings Tomas Holmström (12:17) Nicklas Lidström (16:27) | Jobing.com Arena, Phoenix, Arizona Zuschauer: 17.125 |

| 16. April 2010 19.00 Uhr | Phoenix Coyotes Keith Yandle (10:23) Wojtek Wolski (27:05) Matthew Lombardi (29:09) Shane Doan (49:24) | 4:7 (1:0, 2:3, 1:4) Spielbericht Stand: 1:1 | Detroit Red Wings Henrik Zetterberg (26:27) Pawel Dazjuk (28:20) Valtteri Filppula (30:25) Justin Abdelkader (42:32) Henrik Zetterberg (53:54) Valtteri Filppula (57:54) Henrik Zetterberg (59:12) | Jobing.com Arena, Phoenix, Arizona Zuschauer: 17.386 |

| 18. April 2010 15.00 Uhr | Detroit Red Wings Valtteri Filppula (14:42) Johan Franzén (49:59) | 2:4 (1:1, 0:1, 1:2) Spielbericht Stand: 1:2 | Phoenix Coyotes Sami Lepistö (0:29) Wojtek Wolski (39:28) Petr Průcha (48:16) Radim Vrbata (51:38) | Joe Louis Arena, Detroit, Michigan Zuschauer: 20.066 |

| 20. April 2010 18.30 Uhr | Detroit Red Wings Henrik Zetterberg (35:33) Pawel Dazjuk (55:53) Henrik Zetterberg (56:18) | 3:0 (0:0, 1:0, 2:0) Spielbericht Stand: 2:2 | Phoenix Coyotes | Joe Louis Arena, Detroit, Michigan Zuschauer: 20.066 |

| 23. April 2010 19.00 Uhr | Phoenix Coyotes Ed Jovanovski (29:45) | 1:4 (0:1, 1:0, 0:3) Spielbericht Stand: 2:3 | Detroit Red Wings Drew Miller (17:04) Tomas Holmström (51:09) Pawel Dazjuk (52:19) Henrik Zetterberg (59:04) | Jobing.com Arena, Phoenix, Arizona Zuschauer: 17.458 |

| 25. April 2010 14.00 Uhr | Detroit Red Wings Brad Stuart (22:51) Darren Helm (56:29) | 2:5 (0:1, 1:3, 1:1) Spielbericht Stand: 3:3 | Phoenix Coyotes Lauri Korpikoski (4:10) Mathieu Schneider (22:27) Radim Vrbata (30:09) Wojtek Wolski (34:01) Taylor Pyatt (45:25) | Joe Louis Arena, Detroit, Michigan Zuschauer: 20.066 |

| 27. April 2010 19.00 Uhr | Phoenix Coyotes Vernon Fiddler (28:23) | 1:6 (0:0, 1:4, 0:2) Spielbericht Stand: 3:4 | Detroit Red Wings Pawel Dazjuk (22:01) Pawel Dazjuk (23:42) Nicklas Lidström (33:52) Brad Stuart (39:55) Todd Bertuzzi (46:35) Nicklas Lidström (52:14) | Jobing.com Arena, Phoenix, Arizona Zuschauer: 17.543 |

## Conference-Halbfinale

### Eastern Conference

#### (4) Pittsburgh Penguins – (8) Canadiens de Montréal
| 30. April 2010 19.00 Uhr (Ortszeit) | Pittsburgh Penguins Sergei Gontschar (8:38) Jordan Staal (13:27) Kris Letang (22:34) Craig Adams (38:36) Alex Goligoski (42:59) Bill Guerin (59:11) | 6:3 (2:1, 2:1, 2:1) Spielbericht Stand: 1:0 | Canadiens de Montréal P. K. Subban (4:30) Michael Cammalleri (35:27) Brian Gionta (52:29) | Mellon Arena, Pittsburgh, Pennsylvania Zuschauer: 17.132 |

| 2. Mai 2010 14.00 Uhr | Pittsburgh Penguins Matt Cooke (4:38) | 1:3 (1:1, 0:1, 0:1) Spielbericht Stand: 1:1 | Canadiens de Montréal Brian Gionta (15:48) Michael Cammalleri (27:29) Michael Cammalleri (57:06) | Mellon Arena, Pittsburgh, Pennsylvania Zuschauer: 17.132 |

| 4. Mai 2010 19.00 Uhr | Canadiens de Montréal | 0:2 (0:0, 0:0, 0:2) Spielbericht Stand: 1:2 | Pittsburgh Penguins Jewgeni Malkin (51:16) Pascal Dupuis (59:45) | Centre Bell, Montreal, Québec Zuschauer: 21.273 |

| 6. Mai 2010 19.00 Uhr | Canadiens de Montréal Tom Pyatt (2:34) Maxim Lapierre (42:07) Brian Gionta (43:40) | 3:2 (1:2, 0:0, 2:0) Spielbericht Stand: 2:2 | Pittsburgh Penguins Maxime Talbot (3:27) Chris Kunitz (5:18) | Centre Bell, Montreal, Québec Zuschauer: 21.273 |

| 8. Mai 2010 19.00 Uhr | Pittsburgh Penguins Kris Letang (18:18) Sergei Gontschar (29:50) | 2:1 (1:0, 1:0, 0:1) Spielbericht Stand: 3:2 | Canadiens de Montréal Michael Cammalleri (59:29) | Mellon Arena, Pittsburgh, Pennsylvania Zuschauer: 17.132 |

| 10. Mai 2010 19.00 Uhr | Canadiens de Montréal Michael Cammalleri (1:13) Michael Cammalleri (30:45) Jaroslav Špaček (33:15) Maxim Lapierre (51:03) | 4:3 (1:1, 2:1, 1:1) Spielbericht Stand: 3:3 | Pittsburgh Penguins Sidney Crosby (7:22) Kris Letang (25:21) Bill Guerin (58:36) | Centre Bell, Montreal, Québec Zuschauer: 21.273 |

| 12. Mai 2010 19.00 Uhr | Pittsburgh Penguins Chris Kunitz (28:36) Jordan Staal (36:30) | 2:5 (0:2, 2:2, 0:1) Spielbericht Stand: 3:4 | Canadiens de Montréal Brian Gionta (0:32) Dominic Moore (14:32) Michael Cammalleri (23:32) Travis Moen (25:14) Brian Gionta (50:00) | Mellon Arena, Pittsburgh, Pennsylvania Zuschauer: 17.132 |

#### (6) Boston Bruins – (7) Philadelphia Flyers
| 1. Mai 2010 12.30 Uhr (Ortszeit) | Boston Bruins Steve Bégin (2:39) Patrice Bergeron (12:54) Miroslav Šatan (31:43) David Krejčí (47:25) Marc Savard (73:52) | 5:4 n. V. (2:0, 1:2, 1:2, 1:0) Spielbericht Stand: 1:0 | Philadelphia Flyers Ryan Parent (27:38) Chris Pronger (35:48) Mike Richards (52:37) Daniel Brière (56:38) | TD Garden, Boston, Massachusetts Zuschauer: 17.565 |

| 3. Mai 2010 19.00 Uhr | Boston Bruins Johnny Boychuk (5:12) Miroslav Šatan (29:31) Milan Lucic (57:03) | 3:2 (1:1, 1:1, 1:0) Spielbericht Stand: 2:0 | Philadelphia Flyers Mike Richards (17:06) Daniel Brière (39:35) | TD Garden, Boston, Massachusetts Zuschauer: 17.565 |

| 5. Mai 2010 19.00 Uhr | Philadelphia Flyers Arron Asham (2:32) | 1:4 (1:2, 0:0, 0:2) Spielbericht Stand: 0:3 | Boston Bruins Blake Wheeler (4:11) Miroslav Šatan (5:45) Mark Recchi (42:30) Patrice Bergeron (58:08) | Wachovia Center, Philadelphia, Pennsylvania Zuschauer: 19.688 |

| 7. Mai 2010 19.00 Uhr | Philadelphia Flyers Daniel Brière (19:06) Chris Pronger (24:28) Claude Giroux (28:35) Ville Leino (54:20) Simon Gagné (74:40) | 5:4 n. V. (1:1, 2:1, 1:2, 1:0) Spielbericht Stand: 1:3 | Boston Bruins Mark Recchi (15:37) Michael Ryder (30:56) Milan Lucic (43:49) Mark Recchi (59:28) | Wachovia Center, Philadelphia, Pennsylvania Zuschauer: 19.702 |

| 10. Mai 2010 19.00 Uhr | Boston Bruins | 0:4 (0:1, 0:2, 0:1) Spielbericht Stand: 3:2 | Philadelphia Flyers Ville Leino (6:41) Scott Hartnell (31:16) Simon Gagné (37:53) Simon Gagné (46:48) | TD Garden, Boston, Massachusetts Zuschauer: 17.565 |

| 12. Mai 2010 20.00 Uhr | Philadelphia Flyers Mike Richards (6:58) Daniel Brière (36:20) | 2:1 (1:0, 1:0, 0:1) Spielbericht Stand: 3:3 | Boston Bruins Milan Lucic (59:00) | Wachovia Center, Philadelphia, Pennsylvania Zuschauer: 19.929 |

| 14. Mai 2010 19.00 Uhr | Boston Bruins Michael Ryder (5:27) Milan Lucic (9:02) Milan Lucic (14:10) | 3:4 (3:1, 0:2, 0:1) Spielbericht Stand: 3:4 | Philadelphia Flyers James van Riemsdyk (17:12) Scott Hartnell (22:49) Daniel Brière (28:39) Simon Gagné (52:52) | TD Garden, Boston, Massachusetts Zuschauer: 17.565 |

### Western Conference

#### (1) San Jose Sharks – (5) Detroit Red Wings
| 29. April 2010 18.00 Uhr (Ortszeit) | San Jose Sharks Joe Pavelski (9:05) Dany Heatley (10:01) Devin Setoguchi (10:24) Joe Pavelski (40:50) | 4:3 (3:1, 0:1, 1:1) Spielbericht Stand: 1:0 | Detroit Red Wings Daniel Cleary (11:40) Johan Franzén (24:45) Brian Rafalski (42:57) | HP Pavilion at San Jose, San José, Kalifornien Zuschauer: 17.562 |

| 2. Mai 2010 17.00 Uhr | San Jose Sharks Joe Pavelski (9:01) Ryane Clowe (10:32) Joe Pavelski (44:40) Joe Thornton (52:37) | 4:3 (2:2, 0:1, 2:0) Spielbericht Stand: 2:0 | Detroit Red Wings Pawel Dazjuk (6:51) Tomas Holmström (13:17) Nicklas Lidström (22:00) | HP Pavilion at San Jose, San José, Kalifornien Zuschauer: 17.562 |

| 4. Mai 2010 19.30 Uhr | Detroit Red Wings Tomas Holmström (13:33) Daniel Cleary (18:37) Henrik Zetterberg (21:42) | 3:4 n. V. (2:1, 1:0, 0:2, 0:1) Spielbericht Stand: 0:3 | San Jose Sharks Devin Setoguchi (19:56) Joe Thornton (46:42) Logan Couture (53:17) Patrick Marleau (67:07) | Joe Louis Arena, Detroit, Michigan Zuschauer: 20.066 |

| 6. Mai 2010 19.30 Uhr | Detroit Red Wings Todd Bertuzzi (5:40) Johan Franzén (7:40) Johan Franzén (10:43) Johan Franzén (11:16) Valtteri Filppula (18:50) Brian Rafalski (23:05) Johan Franzén (47:33) | 7:1 (5:0, 1:1, 1:0) Spielbericht Stand: 1:3 | San Jose Sharks Dany Heatley (39:11) | Joe Louis Arena, Detroit, Michigan Zuschauer: 20.066 |

| 8. Mai 2010 17.00 Uhr | San Jose Sharks Joe Thornton (24:54) Patrick Marleau (46:59) | 2:1 (0:0, 1:1, 1:0) Spielbericht Stand: 4:1 | Detroit Red Wings Brian Rafalski (22:40) | HP Pavilion at San Jose, San José, Kalifornien Zuschauer: 17.562 |

#### (2) Chicago Blackhawks – (3) Vancouver Canucks
| 1. Mai 2010 19.00 Uhr (Ortszeit) | Chicago Blackhawks Patrick Kane (42:07) | 1:5 (0:2, 0:3, 1:0) Spielbericht Stand: 0:1 | Vancouver Canucks Christian Ehrhoff (13:51) Mason Raymond (19:49) Henrik Sedin (20:32) Kyle Wellwood (30:59) Michael Grabner (36:21) | United Center, Chicago, Illinois Zuschauer: 22.184 |

| 3. Mai 2010 20.00 Uhr | Chicago Blackhawks Brent Seabrook (7:40) Patrick Sharp (46:49) Kris Versteeg (58:30) Patrick Kane (59:12) | 4:2 (1:2, 0:0, 3:0) Spielbericht Stand: 1:1 | Vancouver Canucks Mason Raymond (1:22) Mikael Samuelsson (5:02) | United Center, Chicago, Illinois Zuschauer: 22.142 |

| 5. Mai 2010 18.30 Uhr | Vancouver Canucks Jannik Hansen (29:07) Alexandre Burrows (39:06) | 2:5 (0:2, 2:1, 0:2) Spielbericht Stand: 1:2 | Chicago Blackhawks Kris Versteeg (5:19) Dustin Byfuglien (16:47) Dustin Byfuglien (31:24) Marián Hossa (47:45) Dustin Byfuglien (53:58) | General Motors Place, Vancouver, British Columbia Zuschauer: 18.810 |

| 7. Mai 2010 18.30 Uhr | Vancouver Canucks Kyle Wellwood (1:34) Daniel Sedin (14:36) Alexander Edler (38:16) Henrik Sedin (54:37) | 4:7 (2:2, 1:3, 1:2) Spielbericht Stand: 1:3 | Chicago Blackhawks Brent Seabrook (0:18) Jonathan Toews (9:23) Jonathan Toews (20:27) Patrick Sharp (32:47) Jonathan Toews (35:22) Tomáš Kopecký (46:59) Dave Bolland (59:23) | General Motors Place, Vancouver, British Columbia Zuschauer: 18.810 |

| 9. Mai 2010 19.00 Uhr | Chicago Blackhawks Jonathan Toews (52:51) | 1:4 (0:2, 0:1, 1:1) Spielbericht Stand: 3:2 | Vancouver Canucks Christian Ehrhoff (0:59) Kevin Bieksa (14:24) Kevin Bieksa (33:00) Alexandre Burrows (59:15) | United Center, Chicago, Illinois Zuschauer: 22.192 |

| 11. Mai 2010 18.30 Uhr | Vancouver Canucks Shane O’Brien (43:44) | 1:5 (0:0, 0:3, 1:2) Spielbericht Stand: 2:4 | Chicago Blackhawks Troy Brouwer (22:00) Kris Versteeg (22:36) Dave Bolland (39:15) Patrick Kane (48:17) Dustin Byfuglien (48:42) | General Motors Place, Vancouver, British Columbia Zuschauer: 18.810 |

## Conference-Finale

### Eastern Conference

#### (7) Philadelphia Flyers – (8) Canadiens de Montréal
| 16. Mai 2010 19.00 Uhr (Ortszeit) | Philadelphia Flyers Braydon Coburn (3:55) James van Riemsdyk (20:30) Daniel Brière (24:23) Simon Gagné (29:53) Scott Hartnell (52:13) Claude Giroux (53:26) | 6:0 (1:0, 3:0, 2:0) Spielbericht Stand: 1:0 | Canadiens de Montréal | Wachovia Center, Philadelphia, Pennsylvania Zuschauer: 19.927 |

| 18. Mai 2010 19.00 Uhr | Philadelphia Flyers Daniel Brière (4:16) Simon Gagné (35:49) Ville Leino (50:24) | 3:0 (1:0, 1:0, 1:0) Spielbericht Stand: 2:0 | Canadiens de Montréal | Wachovia Center, Philadelphia, Pennsylvania Zuschauer: 19.907 |

| 20. Mai 2010 19.00 Uhr | Canadiens de Montréal Michael Cammalleri (7:05) Taylor Pyatt (16:52) Dominic Moore (31:33) Brian Gionta (42:00) Marc-André Bergeron (59:29) | 5:1 (2:0, 1:0, 2:1) Spielbericht Stand: 1:2 | Philadelphia Flyers Simon Gagné (48:22) | Centre Bell, Montreal, Québec Zuschauer: 21.273 |

| 22. Mai 2010 15.00 Uhr | Canadiens de Montréal | 0:3 (0:0, 0:2, 0:1) Spielbericht Stand: 1:3 | Philadelphia Flyers Claude Giroux (25:41) Ville Leino (34:53) Claude Giroux (58:47) | Centre Bell, Montreal, Québec Zuschauer: 21.273 |

| 24. Mai 2010 19.00 Uhr | Philadelphia Flyers Mike Richards (4:25) Arron Asham (23:07) Jeff Carter (24:31) Jeff Carter (59:37) | 4:2 (1:1, 2:0, 1:1) Spielbericht Stand: 4:1 | Canadiens de Montréal Brian Gionta (0:59) Scott Gomez (46:53) | Wachovia Center, Philadelphia, Pennsylvania Zuschauer: 19.986 |

### Western Conference

#### (1) San Jose Sharks – (2) Chicago Blackhawks
| 16. Mai 2010 12.00 Uhr (Ortszeit) | San Jose Sharks Jason Demers (11:19) | 1:2 (1:0, 0:1, 0:1) Spielbericht Stand: 0:1 | Chicago Blackhawks Patrick Sharp (27:44) Dustin Byfuglien (53:15) | HP Pavilion at San Jose, San José, Kalifornien Zuschauer: 17.562 |

| 18. Mai 2010 19.00 Uhr | San Jose Sharks Patrick Marleau (31:08) Patrick Marleau (55:32) | 2:4 (0:1, 1:2, 1:1) Spielbericht Stand: 0:2 | Chicago Blackhawks Andrew Ladd (12:48) Dustin Byfuglien (26:59) Jonathan Toews (28:29) Troy Brouwer (46:18) | HP Pavilion at San Jose, San José, Kalifornien Zuschauer: 17.562 |

| 21. Mai 2010 19.00 Uhr | Chicago Blackhawks Patrick Sharp (26:59) Dave Bolland (53:05) Dustin Byfuglien (72:24) | 3:2 n. V. (0:0, 1:1, 1:1, 1:0) Spielbericht Stand: 3:0 | San Jose Sharks Patrick Marleau (23:58) Patrick Marleau (55:37) | United Center, Chicago, Illinois Zuschauer: 22.311 |

| 23. Mai 2010 14.00 Uhr | Chicago Blackhawks Brent Seabrook (33:15) Dave Bolland (38:38) Dustin Byfuglien (54:05) Kris Versteeg (59:18) | 4:2 (0:1, 2:1, 2:0) Spielbericht Stand: 4:0 | San Jose Sharks Logan Couture (11:08) Patrick Marleau (27:35) | United Center, Chicago, Illinois Zuschauer: 22.224 |

## Stanley-Cup-Finale

### (W2) Chicago Blackhawks – (E7) Philadelphia Flyers
| 29. Mai 2010 19.00 Uhr (Ortszeit) | Chicago Blackhawks Troy Brouwer (7:46) Dave Bolland (11:50) Patrick Sharp (21:11) Kris Versteeg (29:31) Troy Brouwer (35:18) Tomáš Kopecký (48:25) | 6:5 (2:3, 3:2, 1:0) Spielbericht Stand: 1:0 | Philadelphia Flyers Ville Leino (6:38) Scott Hartnell (16:37) Daniel Brière (19:33) Blair Betts (27:20) Arron Asham (38:49) | United Center, Chicago, Illinois Zuschauer: 22.312 |

| 31. Mai 2010 19.00 Uhr | Chicago Blackhawks Marián Hossa (37:09) Ben Eager (37:37) | 2:1 (0:0, 2:0, 0:1) Spielbericht Stand: 2:0 | Philadelphia Flyers Simon Gagné (45:20) | United Center, Chicago, Illinois Zuschauer: 22.275 |

| 2. Juni 2010 20.00 Uhr | Philadelphia Flyers Daniel Brière (14:58) Scott Hartnell (29:55) Ville Leino (43:10) Claude Giroux (65:59) | 4:3 n. V. (1:0, 1:2, 1:1, 1:0) Spielbericht Stand: 1:2 | Chicago Blackhawks Duncan Keith (22:49) Brent Sopel (37:52) Patrick Kane (42:50) | Wachovia Center, Philadelphia, Pennsylvania Zuschauer: 20.297 |

| 4. Juni 2010 20.00 Uhr | Philadelphia Flyers Mike Richards (4:35) Matthew Carle (14:48) Claude Giroux (19:23) Ville Leino (46:43) Jeff Carter (59:35) | 5:3 (3:1, 0:0, 2:2) Spielbericht Stand: 2:2 | Chicago Blackhawks Patrick Sharp (18:32) Dave Bolland (52:01) Brian Campbell (55:50) | Wachovia Center, Philadelphia, Pennsylvania Zuschauer: 20.304 |

| 6. Juni 2010 19.00 Uhr | Chicago Blackhawks Brent Seabrook (12:17) Dave Bolland (15:26) Kris Versteeg (18:15) Patrick Kane (23:13) Dustin Byfuglien (35:45) Patrick Sharp (56:08) Dustin Byfuglien (57:55) | 7:4 (3:0, 2:2, 2:2) Spielbericht Stand: 3:2 | Philadelphia Flyers Scott Hartnell (20:32) Kimmo Timonen (24:38) James van Riemsdyk (36:46) Simon Gagné (57:24) | United Center, Chicago, Illinois Zuschauer: 22.305 |

| 9. Juni 2010 20.00 Uhr | Philadelphia Flyers Scott Hartnell (19:33) Daniel Brière (28:00) Scott Hartnell (56:01) | 3:4 n. V. (1:1, 1:2, 1:0, 0:1) Spielbericht Stand: 2:4 | Chicago Blackhawks Dustin Byfuglien (16:49) Patrick Sharp (29:58) Andrew Ladd (37:43) Patrick Kane (64:06) | Wachovia Center, Philadelphia, Pennsylvania Zuschauer: 20.327 |

### Stanley-Cup-Sieger
| Stanley-Cup-Sieger Chicago Blackhawks | Torhüter: Cristobal Huet, Antti Niemi Verteidiger: Nick Boynton, Brian Campbell, Jordan Hendry, Niklas Hjalmarsson, Duncan Keith, Brent Seabrook, Brent Sopel Angreifer: Dave Bolland, Troy Brouwer, Adam Burish, Dustin Byfuglien, Ben Eager, Colin Fraser, Marián Hossa, Patrick Kane, Tomáš Kopecký, Andrew Ladd, John Madden, Patrick Sharp, Jonathan Toews (C), Kris Versteeg Cheftrainer: Joel Quenneville General Manager: Stan Bowman |

## Beste Scorer
Abkürzungen: GP = Spiele, G = Tore, A = Assists, Pts = Punkte, +/− = Plus/Minus, PIM = Strafminuten; Fett: Bestwert
| Spieler            | Team                  | GP | G  | A  | Pts | +/− | PIM |
| ------------------ | --------------------- | -- | -- | -- | --- | --- | --- |
| Daniel Brière      | Philadelphia Flyers   | 23 | 12 | 18 | 30  | +9  | 18  |
| Jonathan Toews     | Chicago Blackhawks    | 22 | 7  | 22 | 29  | −1  | 4   |
| Patrick Kane       | Chicago Blackhawks    | 22 | 10 | 18 | 28  | −2  | 6   |
| Mike Richards      | Philadelphia Flyers   | 23 | 7  | 16 | 23  | −1  | 18  |
| Patrick Sharp      | Chicago Blackhawks    | 22 | 11 | 11 | 22  | +10 | 16  |
| Claude Giroux      | Philadelphia Flyers   | 23 | 10 | 11 | 21  | +7  | 4   |
| Ville Leino        | Philadelphia Flyers   | 19 | 7  | 14 | 21  | +10 | 6   |
| Michael Cammalleri | Canadiens de Montréal | 19 | 13 | 6  | 19  | −6  | 6   |
| Sidney Crosby      | Pittsburgh Penguins   | 13 | 6  | 13 | 19  | +6  | 6   |
| Johan Franzén      | Detroit Red Wings     | 12 | 6  | 12 | 18  | +8  | 16  |
| Chris Pronger      | Philadelphia Flyers   | 23 | 4  | 14 | 18  | +5  | 36  |

Die beste Plus/Minus-Statistik erreichten Henrik Zetterberg und Brian Campbell mit +11.

## Beste Torhüter
Die kombinierte Tabelle zeigt die jeweils drei besten Torhüter in den Kategorien Gegentorschnitt und Fangquote sowie die jeweils Führenden in den Kategorien Shutouts und Siege.
Abkürzungen: GP = Spiele, TOI = Eiszeit (in Minuten), W = Siege, L = Niederlagen, OTL = Overtime/Shootout-Niederlagen, GA = Gegentore, SO = Shutouts, Sv% = gehaltene Schüsse (in %), GAA = Gegentorschnitt; Fett: Saisonbestwert; Sortiert nach Gegentorschnitt.
| Spieler          | Team                  | GP | TOI  | W  | L | GA | SO | Sv%  | GAA  |
| ---------------- | --------------------- | -- | ---- | -- | - | -- | -- | ---- | ---- |
| Ryan Miller      | Buffalo Sabres        | 6  | 383  | 2  | 4 | 15 | 0  | 92,6 | 2,35 |
| Semjon Warlamow  | Washington Capitals   | 6  | 348  | 3  | 3 | 14 | 0  | 90,8 | 2,41 |
| Michael Leighton | Philadelphia Flyers   | 14 | 757  | 8  | 3 | 31 | 3  | 91,6 | 2,46 |
| Jaroslav Halák   | Canadiens de Montréal | 18 | 1013 | 9  | 9 | 43 | 0  | 92,3 | 2,55 |
| Craig Anderson   | Colorado Avalanche    | 6  | 366  | 2  | 4 | 16 | 1  | 93,3 | 2,62 |
| Antti Niemi      | Chicago Blackhawks    | 22 | 1321 | 16 | 6 | 58 | 2  | 91,0 | 2,63 |